# Collegio plurinominale Piemonte 1 - 02 (2020)
Il collegio elettorale plurinominale Piemonte 1 - 02 è un collegio elettorale plurinominale della Repubblica italiana per l'elezione della Camera dei deputati.

## Territorio
Come previsto dalla legge n. 51 del 27 maggio 2019, il collegio è stato definito tramite decreto legislativo all'interno della circoscrizione Piemonte 1.
Il collegio comprende la zona definita dai due collegi uninominali Piemonte 1 - 04 (Chieri), Piemonte 1 - 05 (Moncalieri) quindi il restante territorio della città metropolitana di Torino escluso il capoluogo e il suo hinterland nord-occidentale.

## XIX legislatura

### Risultati elettorali
|                               | Fratelli d'Italia                                       | 131 818 | 26,24 | 1 | 225 155 | 44,83 | 2 |  |  |
|                               | Lega per Salvini Premier                                | 49 869  | 9,93  | 1 | 225 155 | 44,83 | 2 |  |  |
|                               | Forza Italia                                            | 39 586  | 7,88  | 1 | 225 155 | 44,83 | 2 |  |  |
|                               | Noi Moderati                                            | 3 882   | 0,77  | – | 225 155 | 44,83 | 2 |  |  |
|                               | Partito Democratico - Italia Democratica e Progressista | 96 531  | 19,22 | 1 | 140 203 | 27,91 | – |  |  |
|                               | Alleanza Verdi e Sinistra                               | 20 619  | 4,10  | – | 140 203 | 27,91 | – |  |  |
|                               | +Europa                                                 | 20 465  | 4,07  | – | 140 203 | 27,91 | – |  |  |
|                               | Impegno Civico – Centro Democratico                     | 2 588   | 0,52  | – | 140 203 | 27,91 | – |  |  |
|                               | Movimento 5 Stelle                                      | 59 886  | 11,92 | – | 59 886  | 11,92 | – |  |  |
|                               | Azione - Italia Viva                                    | 41 547  | 8,27  | – | 41 547  | 8,27  | – |  |  |
|                               | Italexit                                                | 13 490  | 2,69  | – | 13 490  | 2,69  | – |  |  |
|                               | Unione Popolare                                         | 8 461   | 1,68  | – | 8 461   | 1,68  | – |  |  |
|                               | Italia Sovrana e Popolare                               | 8 005   | 1,59  | – | 8 005   | 1,59  | – |  |  |
|                               | Vita                                                    | 5 547   | 1,10  | – | 5 547   | 1,10  | – |  |  |
| Totale                        | Totale                                                  | 502 294 | 100   | 4 | 502 294 | 100   | 2 |  |  |
|                               |                                                         |         |       |   |         |       |   |  |  |
| Voti non validi               | Voti non validi                                         | 26 009  | 4,92  |   |         |       |   |  |  |
| Votanti                       | Votanti                                                 | 528 303 | 66,77 |   |         |       |   |  |  |
| Elettori                      | Elettori                                                | 791 251 |       |   |         |       |   |  |  |
|                               |                                                         |         |       |   |         |       |   |  |  |
| Data: 25 settembre 2022       |                                                         |         |       |   |         |       |   |  |  |
| Fonte: Ministero dell'interno |                                                         |         |       |   |         |       |   |  |  |

### Eletti

#### Eletti nei collegi uninominali
Eletti nella coalizione di centro-destra (FdI - Lega - FI - NM)
| Collegio uninominale | Eletto | Eletto                  | Partito |
| -------------------- | ------ | ----------------------- | ------- |
| 4. Chieri            |        | Alessandro Giglio Vigna | Lega    |
| 5. Moncalieri        |        | Roberto Pella           | FI      |

#### Eletti nella quota proporzionale
| Fratelli d'Italia  | Partito Democratico-IDP | Lega                        | Forza Italia             |
| ------------------ | ----------------------- | --------------------------- | ------------------------ |
|                    |                         |                             |                          |
| Immacolata Zurzolo | Mauro Berruto           | Alessandro Manuel Benvenuto | Gilberto Pichetto Fratin |